# Bernhard Kayser
Bernhard Kayser (Brema, 6 agosto 1869 – Stoccarda, 11 maggio 1954) è stato un oculista tedesco.

## Biografia
Studiò a Tubinga e Berlino, ricevendo il dottorato all'Università di Berlino nel 1893. Successivamente, lavorò come tirocinante a Tubinga e come assistente medico a Friburgo in Brisgovia. In seguito fu assunto come medico di bordo dalla Norddeutscher Lloyd e  trascorse 2 anni e mezzo in Brasile come medico generico. In seguito lavorà come medico a Brandeburgo e Brema, durante i quali sviluppà un interesse per l'oftalmologia. Nel 1903 divenne specialista in oftalmologia e si trasferì a Stoccarda, dove trascorse il resto della sua vita. Per molti anni fu redattore della sezione di saggio del Klinische Monatsblätter für Augenheilkunde.
L'anello di Kayser-Fleischer prende il nome da lui e da Bruno Fleischer.